# Yazıdere, Afşin
Yazıdere là một xã thuộc huyện Afşin, tỉnh Kahramanmaraş, Thổ Nhĩ Kỳ. Dân số thời điểm năm 2010 là 308 người.